# Saint-Martin-de-Lixy
Saint-Martin-de-Lixy é uma comuna francesa na região administrativa de Borgonha-Franco-Condado, no departamento Saône-et-Loire. Estende-se por uma área de 4,13 km². Em 2010 a comuna tinha 94 habitantes (densidade: 22,8 hab./km²).